# Criminal (Band)
Criminal (engl. „kriminell“, „Krimineller“) ist eine chilenische Thrash- und Death-Metal-Band aus Santiago, die im Jahr 1991 gegründet wurde.

## Geschichte
Die Band wurde im Jahr 1991 vom Gitarristen und Sänger Anton Reisenegger gegründet, nachdem sich seine vorherige Band Pentagram aufgelöst hatte. Weitere Gründungsmitglieder waren der Gitarrist Rodrigo Contreras, der Schlagzeuger Jose Joaquin Vallejos und der Bassist Juan Francisco Cueto. Im April 1992 hielt die Band ihren ersten Auftritt ab und spielte dabei als Vorgruppe für Kreator vor ca. 4.000 Zuschauern. Danach spielte die Band weitere Auftritte, unter anderem zusammen mit Sepultura. Nach der Veröffentlichung der ersten beiden Demos Criminal und Forked im Jahr 1992, erschien im Jahr 1994 das Debütalbum Victimized in Eigenveröffentlichung. In den ersten drei Wochen setzten sich von diesem Tonträger über 1.000 Einheiten ab. Daraufhin wurde das Label BMG auf die Band aufmerksam und wiederveröffentlichte das Album in Südamerika und auch in Japan. Die Musik wurde daraufhin mehrfach auf MTV Latin gespielt. Nachdem die Band 1995 vom Latin Metal Festival in Mexiko-Stadt zurückgekehrt war, trennte sie sich vom Schlagzeuger Vallejos, der 1996 durch Jimmy Ponce ersetzt wurde. Danach spielte die Band im Vorprogramm von Motörhead und Bruce Dickinson und nahm zudem ein paar Lieder für die Live-EP Live Disorder auf, die 1996 erschien. 1997 folgte das zweite Album Dead Soul, das von Vincent Wojno produziert wurde. Vom Album wurden, wie bereits auch vom Vorgänger, über 10.000 Einheiten alleine in Chile verkauft. Da BMG mit den guten Verkaufszahlen dennoch nicht zufrieden war und das Label zudem finanzielle Schwierigkeiten hatte, trennte sich das Label von der Band. Daraufhin unterzeichnete Criminal einen Vertrag bei Metal Blade Records. Während der Veröffentlichungsparty zum Album spielte die Gruppe zusammen mit Napalm Death. Dabei spielte deren Bassist Mitch Harris zusammen mit Criminal auch das Pentagram-Lied Demoniac Possession. Dieses Lied verwendeten Napalm Death auch auf ihrer EP Leaders, Not Followers, die komplett aus Coverversionen bestand. Zum Lied Collide vom Album Dead Soul wurde ein Musikvideo erstellt, dass bei den MTV Latino Video Music Awards für die Kategorie „Bestes Rockvideo“ nominiert wurde. Zudem konnte die Band auf dem Rock al Parque festival in Kolumbien vor über 50.000 Leuten spielen. 

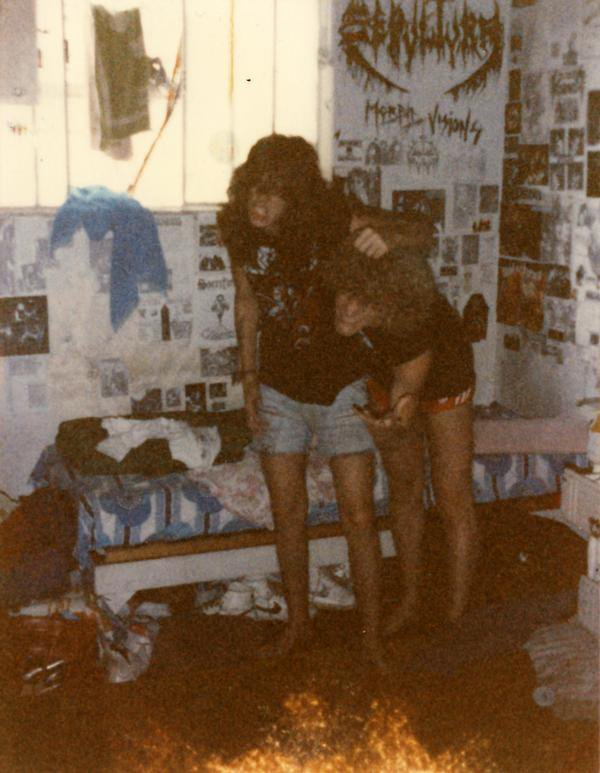
Anton Reisenegger mit Max Cavalera

Zur Albumveröffentlichung folgte zudem eine Tour durch ganz Südamerika, bei der die Gruppe unter anderem auch zusammen mit Exodus spielte und auf dem Rock Al Parque Festival, bei dem die Band vor etwa 50.000 Zuschauern auftrat. 1998 erschien die Kompilation Slave Master Live, die unter anderem auch das Demo Forked enthielt. Im selben Jahr ging die Band zudem auf ihre erste US-Tournee ab, bei der die Band am Milwaukee Metal Fest teilnahm und zudem als Vorgruppe für Testament, The Haunted und Overkill spielte. Das Jahr beendete die Gruppe mit einem Auftritt auf dem Monsters of Rock, an dem auch Bands wie Anthrax, Slayer und Helloween teilnahmen. Weitere Auftritte folgten im Jahr 1999, bei denen die Band unter anderem zusammen mit Testament und Overkill teilnahmen. Ihr Album Cancer, das 1999 erschien, wurde von Reisenegger und Contreras produziert.
2002 entschied sich Reisenegger und Contreras nach England zu ziehen. Dort machten sie sich auf die Suche nach neuen Mitgliedern und fanden diese mit dem Schlagzeuger Zac O’Neil (Extreme Noise Terror), dem Bassisten Robin Eaglestone (Ex-Cradle of Filth) und dem Keyboarder Mark Royce (Ex-Entwined). Der vorherige Bassist Juan Francisco Cueto trat in der Zwischenzeit Dorso bei. In der neuen Besetzung folgten Auftritte als Vorband für Candlemass und Return of Sabbat mit Juli, sowie Auftritte auf dem Wacken Open Air und dem Summer Breeze, während die Band ein Demo, das drei Lieder umfasste, an diverse Labels sandte. Im November spielte die Band außerdem zusammen mit Descent und Darkane in Großbritannien. Anfang 2003 trennte sich die Band von Eaglestone, welcher vorerst nicht ersetzt wurde. Daraufhin nahm die Band das Album No Gods No Masters auf, das 2004 erschien. Der Tonträger wurde in den Springvale Studios in Suffolk im Oktober 2003 aufgenommen. Hierauf wurde der Bass von beiden Gitarristen eingespielt, da Eaglestone die Band aus persönlichen Gründen verlassen hatte. Im Februar und März 2004 ging die Band zusammen mit Six Feet Under und Fleshcrawl auf eine zweiwöchige Tour durch Europa, wobei Staff Glover hierbei als Bassist tätig war. Im Mai folgten Auftritte in Chile, wobei der Keyboarder Royce zwei Tage vor den Auftritte verschwand, was sein Ausscheiden bedeutete. Royce wurde nicht ersetzt. Nachdem Aldo Celle als neuer Bassist zur Band gekommen war, folgte mit diesem der erste Auftritt am 20. August auf dem Summerbreeze.  Ein Jahr später erschien bereits das nächste Album Sicario, zu Deutsch „Auftragskiller“. Auf dem Album, das von Andy Classen produziert wurde, war Cueto als Bassist zur Band zurückgekehrt. Das Album wurde von den Lesern des Terrorizer in die Top 10 der besten Albums des Jahres gewählt. Nach ein paar vereinzelten Auftritten zusammen mit Bands wie Chimaira, Brujeria, Lamb of God und vor über 14.000 Zuschauern mit Megadeth, sowie Auftritte auf Festivals in Europa und dem La Cumbre del Rock Chileno in Chile, pausierte die Band und es kamen erneut zu Besetzungswechseln. Während dieser Zeit war Staff Glover unter anderem erneut als Bassist tätig. Im Jahr 2006 war die Band auf dem Up from the Ground zu sehen. Ende 2008 begab sich die Band erneut ins Studio, wobei mit dem Bassisten Dan Biggin und dem Schlagzeuger Zac O’Neil erneut eine feste Besetzung gefunden wurde. Im März 2009 erschien daraufhin das Album White Hell. Das Album erschien erstmals bei Massacre Records; die limitierte Version des Albums enthielt als Bonus eine DVD. Danach verließ das Gründungsmitglied Rodrigo Contreras die Band und zog zurück nach Chile. Als Ersatz kam Olmo Cascallar zur Besetzung. Danach schrieb die Band am siebten Album, das 2011 unter dem Namen Akelarre, was so viel wie „Hexensabbat“ bedeutet, erschien. Der Tonträger wurde in den HVR Studios in Suffolk aufgenommen. Danach spielte die Band auf dem Summer Breeze und dem Bloodstock Open Air. Zudem spielte die Band in Chile zusammen mit Metallica vor 55.000 Zuschauern. In ihrer bisherigen Karriere spielte die Band in den Ländern Chile, Argentinien, Uruguay, Peru, Kolumbien, Venezuela, Mexiko, USA, Großbritannien, Deutschland, Österreich, Belgien, Niederlande und Portugal.

## Stil
Laut laut.de werden auf Sicario statt wie bisher Grindcore-, nun verstärkt Thrash-Metal-Einflüsse mit eingearbeitet. Laut Eduardo Rivadavia von Allmusic wird die Band oft mit Sepultura verglichen. Laut Claudia Pajzderski vom Metal Hammer ist jedoch die einzige Gemeinsamkeit mit Sepultura die Herkunft beider Bands. Im Interview mit Pajzderski gab Reisenegger an, dass Slayer sein größter Einfluss ist. Die Lieder würden meist persönliche und gelegentlich politische Themen behandeln. In seiner Rezension zu Dead Soul bezeichnete Michael Schäfer die Band als Death- und Thrash-Metal-Band, wobei die Band eine moderne Mischung aus beiden Genres biete, sodass Einflüsse von Bands wie Grip Inc. und Machine Head zu hören seien. Vor allem der Groove der Lieder erinnere an Machine Head. Die Lieder seien abwechslungsreich und wütend, aber nicht unkontrolliert. Auch Claudia Pajzderski vom Metal Hammer bezeichnete die Musik auf Cancer als eine moderne Mischung aus Death- und Thrash-Metal. Jedoch falle die Musik im Gegensatz zum Vorgänger Dead Soul weitaus aggressiver aus. Martin Wickler vom Metal Hammer spielt die Band auf No Gods No Masters eine brutale, aber dennoch dynamische Mischung aus Heavy-, Thrash- und Death-Metal, sowie Grindcore. Das Spielniveau sei technisch durchweg hoch. Die Lieder seien wieder sehr grooveorientiert. Die Lieder böten eine Mischung aus traditionellem Thrash Metal und Neo-Thrash-Metal. Der Gesang sei aggressiv und das Keyboard originell. In einem Bericht über das Lied Rise and Fall vom Album Sicario bezeichnete der Metal Hammer die Band als Neo-Thrash-Band. Anzo Sadoni Metal Hammer bezeichnete die Musik auf White Hell als eine moderne Mischung aus Death- und Thrash-Metal. Das Album sei facettenreich und biete gute Soli. Die Band bewege sich im Album von Death-Thrash-Metal, über Melodic Death Metal zu modernem Metal. Robert Müller vom Metal Hammer schrieb zum Album Akelarre, dass die Band Thrash-Metal spielt, der auch in Death-Metal abgleite. Die Lieder seien treibend und technisch anspruchsvoll. Er empfahl das Album Fans von Slayer, The Crown und Deströyer 666.
Laut Martin Popoff in seinem Buch The Collector’s Guide of Heavy Metal Volume 3: The Nineties spielt die Band auf Dead Soul US-amerikanischen Death-Metal. Zudem sei eine Ähnlichkeit zu frühen Sepultura durchgängig hörbar, wenn auch jedoch nicht so stark wie bei Bands wie Overdose. Zudem verarbeitete die Band auch Einflüsse aus Thrash-Metal, Doom-Metal und Hardcore-Punk. Popoff schrieb in The Collector’s Guide of Heavy Metal Volume 4: The ’00s über Sicario, dass die Band immer noch Death-Metal spielt und umschrieb die Musik als eine Mischung aus God Dethroned, Arch Enemy zu Zeiten von The Root of All Evil, Krisiun, härteren Sepultura-Veröffentlichungen und Soulfly. In den Liedern bewahre die Band zudem einen Unleashed- und Six-Feet-Under-Vibe.

## Diskografie
- 1992: Criminal (Demo, Eigenveröffentlichung)
- 1992: Forked (Demo, Eigenveröffentlichung)
- 1994: Victimized (Album, Eigenveröffentlichung)
- 1996: Live Disorder (Live-EP, BMG)
- 1997: Dead Soul (Album, BMG)
- 1998: Slave Master (Live-Album, BMG)
- 2000: Cancer (Album, Metal Blade Records)
- 2004: No Gods No Masters (Album, Metal Blade Records)
- 2005: Sicario (Album, Metal Blade Records)
- 2009: White Hell (Album, Massacre Records)
- 2011: Akelarre (Album, Massacre Records)
- 2014: Intoxicate (Single, Eigenveröffentlichung)
- 2016: Fear Itself (Album, Massacre Records)
- 2021: Sacrificio (Album, Metal Blade Records)